# محطة قطار ديربي
محطة قطار ديربي (بالإنجليزية: Derby railway station)‏‏ هي محطة قطار في ديربي في المملكة المتحدة، تُشغلها قطارات إيست ميدلاند. افتُتحت هذه المحطة في 1839، ويبلغ عدد مسارات أرصفتها 6.